# 于沙克和帕朗蒂斯
于沙克和帕朗蒂斯（法語：Uchacq-et-Parentis，法語發音：[yʃak e paʁɑ̃tis]）是法国朗德省的一个市镇，位于该省中东部，省会蒙德马桑市区西北，属于蒙德马桑区。

## 地理
于沙克和帕朗蒂斯（43°55'41"N, 0°33'37"W）面积38.58 平方千米，位于法国新阿基坦大区朗德省，该省份为法国西南部沿海省份，是法國本土面积第二大的省，北起吉倫特省，西临大西洋，南至大西洋比利牛斯省，东临热尔省，东北与洛特-加龍省接壤。
与于沙克和帕朗蒂斯接壤的市镇（或旧市镇、城区）包括：蒙德马桑、康佩特和拉莫莱尔、塞尔、圣阿维、圣马丹多内、卡南和雷奥、热卢克斯。
于沙克和帕朗蒂斯的时区为UTC+01:00、UTC+02:00（夏令时）。

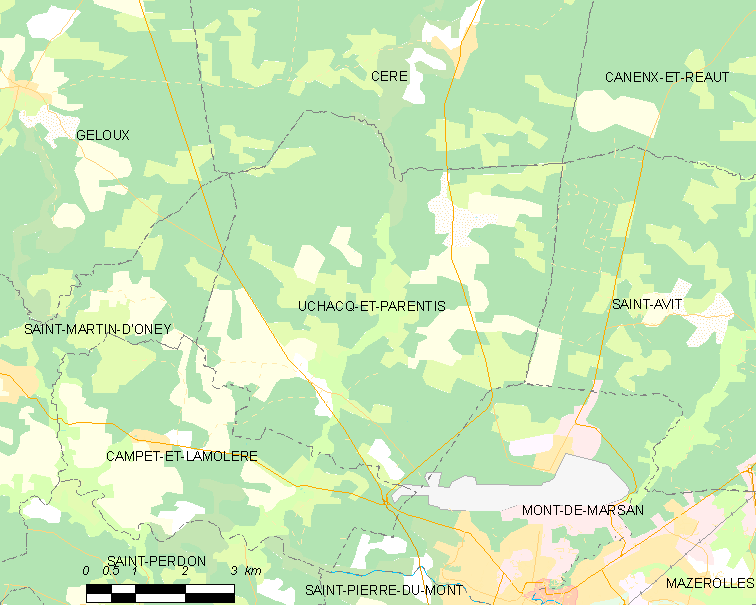
于沙克和帕朗蒂斯的OSM定位图

## 行政
于沙克和帕朗蒂斯的邮政编码为40090，INSEE市镇编码为40320。

## 政治
于沙克和帕朗蒂斯所属的省级选区为蒙德马桑第一县。

## 交通
朗德省省道D834线经过境内。

## 人口

1962-2008年间于沙克和帕朗蒂斯人口变化图示

于沙克和帕朗蒂斯于2022年1月1日时的人口数量为610人。